# Kryniczyna
Kryniczyna (biał. Крынічына; ros. Криничино) – przystanek kolejowy w pobliżu miejscowości Zareczcza, w rejonie orszańskim, w obwodzie witebskim, na Białorusi. Położony jest na linii Orsza - Lepel.